# Wassilij Barsoff
Wassilij Barsoff (* 1901 bei Moskau; † April 1965 in Bielefeld) war ein russischer Maler und Schriftsteller.

## Leben und Wirken
Barsoff studierte von 1918 bis 1921 an der Moskauer Kunstakademie, wo u. a. Wassily Kandinsky zu seinen Lehrern gehörte. Später war er als Schriftsteller und Kunstkritiker tätig. Gegen Ende des Zweiten Weltkrieges setzte sich Barsoff von der Roten Armee ab und verbrachte das Kriegsende in Coburg. Er blieb in Deutschland und hielt sich mühsam als freischaffender Künstler über Wasser. 1950 kam er nach Bielefeld, wo er sich dauerhaft niederließ und als Illustrator für mehrere Tageszeitungen tätig war. 1960 illustrierte er ein von Gustav Engel verfasstes Buch über Bielefeld. Mit seiner barettartigen Kopfbedeckung war er in seiner Wahlheimat eine bekannte Erscheinung. 1965 erlitt er auf offener Straße einen Herzanfall, an dessen Folgen er kurz darauf verstarb. Da Barsoff keine Nachkommen hatte, verwaltete dessen Freund und Förderer Georg Kropotkin, der 1945 ebenfalls nach Bielefeld gelangt war, seinen Nachlass. Nach Kropotkins Tod im Jahre 1978 verstreute sich sein Werk. 2019 erwarb das Historische Museum Bielefeld 33 Bilder von dem Kunstsammler und Heimatforscher Hans Schumacher, die in einer Ausstellung präsentiert wurden.

## Werke
- Gustav Engel: Bielefeld – Bild einer Stadt. Impressionen und Profile. Bad Honnef 1960 (Illustrationen: Wassilij Barsoff)